# Dave Mustaine

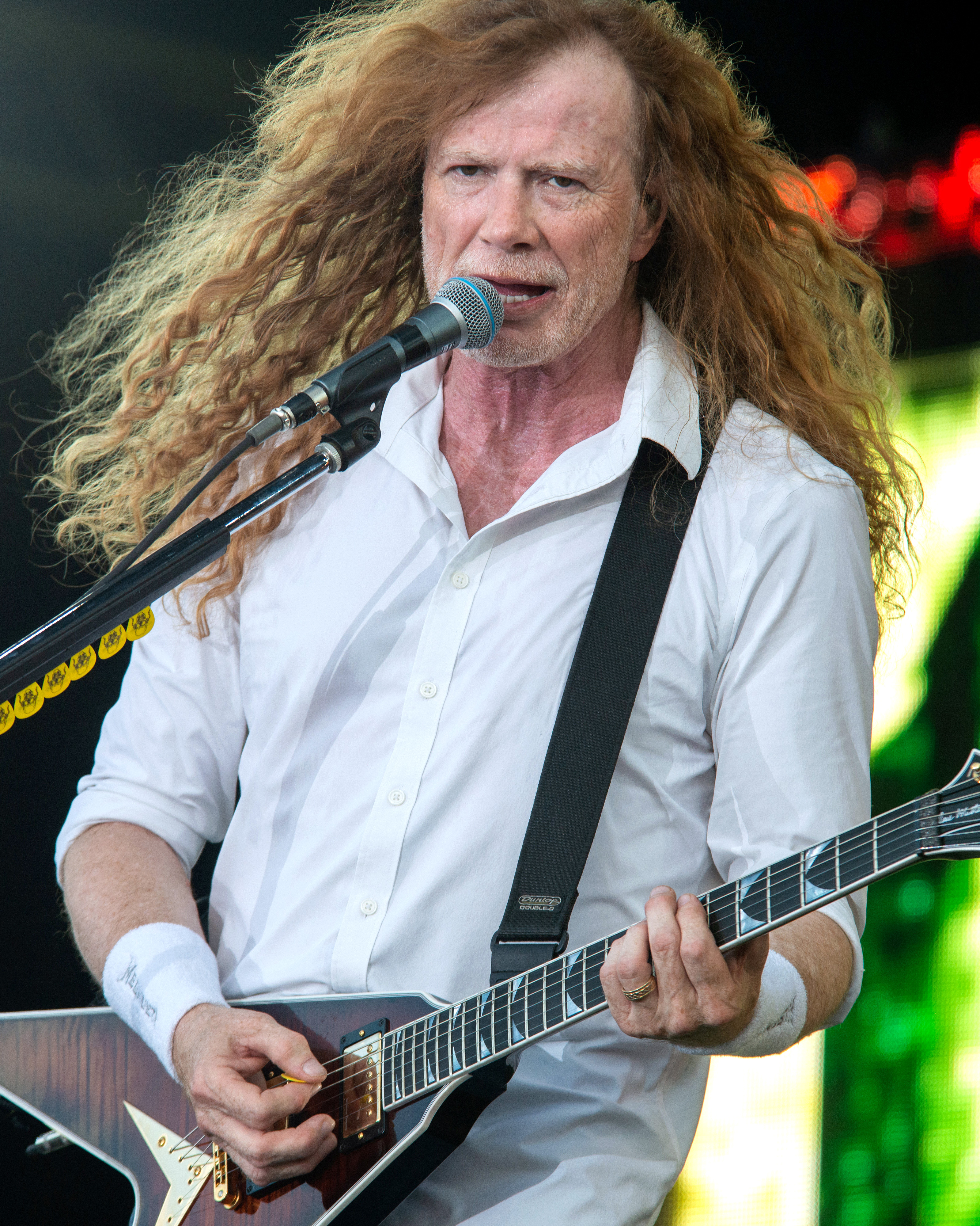
Dave Mustaine (2022)

David Scott „Dave“ Mustaine (* 13. September 1961 in La Mesa, Kalifornien) ist ein US-amerikanischer Musiker. Er ist Gründer, Leadsänger, Gitarrist und Haupt-Songwriter der Metal-Band Megadeth.

## Leben

### Musikalische Karriere
Dave Mustaine, der deutsche (seine Mutter ist in Essen geboren) und französische Wurzeln hat, wuchs in verschiedenen Vororten in Südkalifornien auf. Seine Eltern ließen sich scheiden, als er ein Kind war.
Mustaine spielte als Jugendlicher Gitarre und war Mitglied der Band Panic. Diese verließ er 1981, da er ein Angebot der neu gegründeten Formation Metallica annahm, als Gitarrist an der Seite von Lars Ulrich, James Hetfield und dem Bassisten Ron McGovney zu spielen. 1983, kurz vor der Veröffentlichung des ersten Albums von Metallica, wurde ihm wegen Alkoholproblemen und persönlicher Differenzen mit seinen Band-Mitgliedern gekündigt. Er wurde zeitnah von Kirk Hammett ersetzt, der zuvor in der Gruppe Exodus gespielt hatte. Zu dieser Zeit bildete sich bei Mustaine eine größere Drogenproblematik heraus, die immer wieder seine spätere Karriere überschattete. Im Dokumentarfilm Metallica: Some Kind of Monster von 2004 schildert Mustaine in einem Gespräch mit seinem ehemaligen Bandkollegen, dem Metallica-Schlagzeuger Lars Ulrich: „Ich hörte Leute überall auf der Welt sagen, was für ein toller Gitarrist Kirk ist und was für ein Stück Scheiße ich bin. Und dass ich nicht gut genug für sie war und dass ich ein Loser bin. Eine grausame Erfahrung. Es war schwer, mit anzusehen, dass alles, was ihr anfasst, zu Gold wird, und alles, was ich mache, geht nach hinten los. Bin ich glücklich, die Nummer zwei zu sein? Nein.“ Außerdem erklärt Mustaine in dem Dokumentarfilm, stets das Radio ausgeschaltet zu haben, wann immer ein Metallica-Song über den Äther ging, um nicht daran erinnert zu werden, in Bezug auf die größte Chance seines Lebens versagt zu haben.
Mustaine gründete daraufhin mit David Ellefson die Metal-Band Megadeth. Mustaine, der seine Kündigung bei Metallica als persönlichen Affront betrachtete, vermied über die nächsten Jahre den persönlichen Kontakt mit seinen Ex-Bandkollegen. Vor allem mit James Hetfield, Leadsänger von Metallica, lieferte er sich fortan in Interviews, Begegnungen und Konzerten einen „Krieg“ der Worte.
1989 bestand Megadeth aus Marty Friedman an der Gitarre, Nick Menza am Schlagzeug und Dave Ellefson am Bass, Mustaine war Gitarrist und Sänger. Mit dieser Formation erlebten Megadeth ihren Höhepunkt zwischen 1992 und 1995 mit den Alben Countdown to Extinction und Youthanasia (bzw. Hidden Treasures).
Dave Mustaine gilt generell als schwierige Persönlichkeit mit starken narzisstischen Eigenschaften, die zudem durch seinen Drogenkonsum gefördert wurden. Viele seiner Bandkonstellationen hielten auch aus diesem Grund nicht lange.
Ab 1996 spielte Mustaine neben Megadeth in dem Projekt MD.45 mit Lee Ving von der L.A.-Punk-Band Fear mit. Der Name setzt sich aus den umgedrehten Initialen von Dave Mustaine und Lee Ving zusammen, wobei V und L aus dem römischen Zahlensystem in arabische Ziffern übersetzt wurden. Die Band veröffentlichte das Album The Craving.
Er ist seit 1990 verheiratet und hat zwei Kinder.
Im Januar 2002 verletzte sich Mustaine am Nervus radialis, woraufhin er Megadeth kurzerhand auflöste. Die Verletzung zog er sich zu, als er auf einem Stuhl einschlief und den Arm darüber hängen ließ. Er war gezwungen, kurzfristig das Gitarrespielen aufzugeben. Nachdem die Verletzung auskuriert war, schien Mustaine auch seine jahrelangen Drogenprobleme in den Griff bekommen zu haben. Laut eigener Aussage fand er im christlichen Glauben persönliche Antworten auf die Frage nach dem Sinn des Lebens. Im Jahr 2004 wurde er zum wiedergeborenen Christen. Auch Megadeth formierten sich in diesem Jahr wieder neu. Seit Mustaine sich zum Christentum bekennt, versuchte er mehrmals, Auftritte von okkulten und satanischen Bands wie Dissection und Rotting Christ zu verhindern und distanziert sich seither von dem Song The Conjuring, einem Lied seines Albums Peace Sells… But Who’s Buying?, das er aufgrund seiner schwarzmagischen Inhalte nicht mehr live aufführen will; der Gebrauch schwarzer Magie habe sein Leben ruiniert.

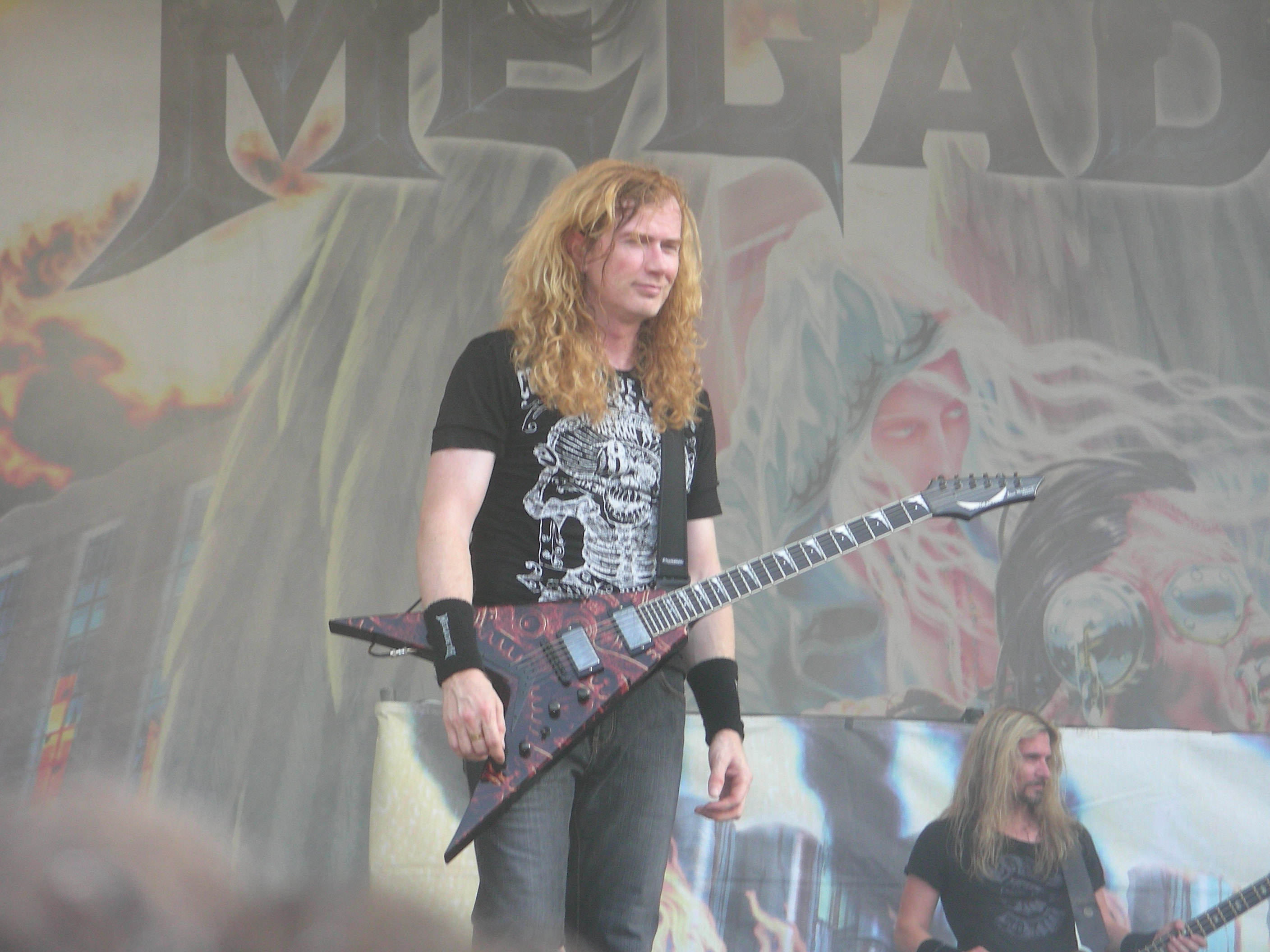
Mustaine beim Gods of Metal 2007

Im Jahr 2009 schienen sich die Streitigkeiten zwischen Metallica und Mustaine beigelegt zu haben, da Metallica beschlossen hatte, Mustaine zur Party anlässlich ihrer Aufnahme in die Rock and Roll Hall of Fame einzuladen. Mustaine schrieb daraufhin einen offenen Brief, in dem er seine Glückwünsche zu diesem Erfolg der Band bekräftigte. Eine erste Annäherung zwischen Ulrich und Mustaine war bereits einige Jahre zuvor erfolgt; diese wird in dem Dokumentarfilm Metallica: Some Kind of Monster dargestellt. Zudem gab es 2009 Gerüchte, wonach Megadeth zusammen mit Metallica, Slayer und Anthrax auf Tour gehen wollten.
2009 wurde das Megadeth-Album Endgame auf den Markt gebracht; Mustaine fungierte hier, wie schon auf älteren Veröffentlichungen, als Haupt-Songwriter.
2010 bewahrheiteten sich die Gerüchte aus dem Vorjahr, als Megadeth im Zuge der Sonisphere Festival-Tournee am 16. Juni in Warschau erstmals gemeinsam mit Metallica, Slayer und Anthrax als „The Big Four of Thrash“ auftrat. Weitere gemeinsame Konzerte im Rahmen der Tour folgten. Der Auftritt vom 22. Juni 2010 im Wassil-Lewski-Nationalstadion wurde international, teilweise live, in rund 750 Kinos übertragen und im Oktober des Jahres als Konzert-DVD mit dem Titel The Big Four Live from Sofia, Bulgaria veröffentlicht.

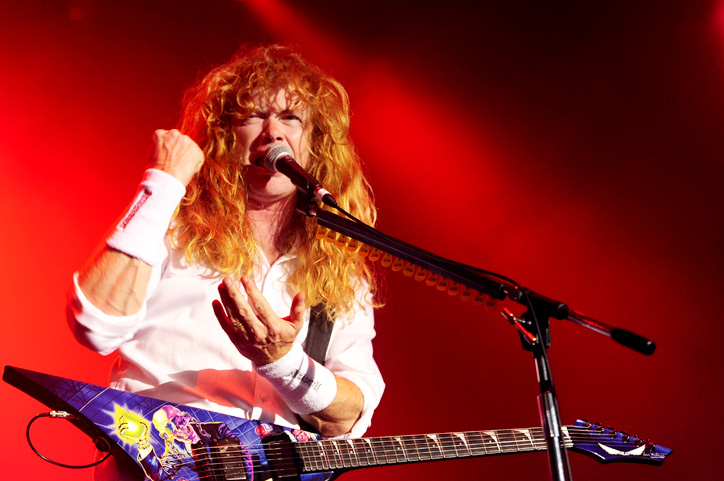
Mustaine im Jahr 2010

Im August 2010 brachte Mustaine seine Autobiografie Mustaine: A Heavy Metal Memoir auf den Markt, die deutsche Übersetzung erschien im Juni 2011 unter dem Titel Mustaine: Mein wahres Ich.
Am 12. Februar 2017 gewann Mustaine zusammen mit Kiko Loureiro, Dave Ellefson und Chris Adler den Grammy Award for Best Metal Performance für den Megadeth-Song Dystopia (vom gleichnamigen Album) bei den 59. Grammy Awards.

### Politische Ansichten
Mustaine äußerte sich bereits vor seiner Zugehörigkeit zur christlichen Erweckungsbewegung in stark ablehnender Weise gegenüber Homosexuellen. Diese verstießen gegen die Bibel, und als Christ lehne er eine Ehe zwischen Homosexuellen ab.
Bezüglich der illegalen Einwanderung von Mexikanern sagte er:

“The beauty is gone when you see Americans sleeping on sidewalks and it makes me sick to think we have assholes in this country letting fucking Mexicans in. Who needs this shit?”

„Mit der Schönheit ist es aus, wenn man Amerikaner auf dem Bürgersteig schlafen sieht, und mir wird übel, wenn ich mir vorstelle, dass wir Arschlöcher in diesem Land haben, die die verdammten Mexikaner reinlassen. Wer braucht diesen Scheiß?“

1988 verursachte Mustaine einen Tumult, als Megadeth in Nordirland ein Konzert gab und er „ungewollt“ seine Sympathie für die Irish Republican Army (IRA) bekundete.
2004 äußerte er seine Sympathie für George W. Bush, da John Kerry das „Land ruinieren würde“. 2011 nannte er Präsident Barack Obama „den Präsidenten, der die Nation am stärksten spaltete“. Obama betreibe seiner Auffassung nach Klassenkampf. Im März 2012 äußerte er sich in der Fernseh-Show George Stroumboulopoulos Tonight dahingehend, dass Obama nicht in den USA geboren sei.
Mustaine unterstützte in einem Interview Rick Santorums Präsidentschaftskandidatur 2012 und brachte seine Hoffnung zum Ausdruck, Santorum werde zum Präsidenten gewählt werden.
Nach Amokläufen im Sommer 2012 warf er Obama vor, die Amokläufe inszeniert zu haben, um Schusswaffen zu verbieten. Obama verwandele die USA so in einen „Nazi-Staat“.

## Signature-Equipment
Dave Mustaine wurden Endorsement-Verträge verschiedener Hersteller angeboten. Hierunter fallen Verstärkerequipment wie das Zoom G2.1DM Dave Mustaine Signature Pedal und das Marshall Dave Mustaine Megastack sowie der GHS-PR-DM-Gitarrensaitensatz in 0,10er-Stärke.
Im Bereich der Gitarren ist die etwas spitzere Form der Flying V schon immer charakteristisch für Daves Bühnenmodelle. Von 2003 bis 2020 hatte Dave Mustaine hierfür einen Vertrag mit der Gitarrenmarke Dean, die unter seinem Namen unterschiedliche Modelle dieser Form in mittleren bis hohen Preisklassen auf den Markt brachte. 2021 wurde verkündet, dass der Vertrag mit Dean beendet wurde und ab sofort Dave Mustaine Signaturemodelle vom Hersteller Gibson angeboten werden.

## Privatleben
Mustaine heiratete 1991 Pamela Anne Casselberry. Sie haben zwei Kinder zusammen, Justis Mustaine (* 1992), der ebenfalls Gitarre spielt und in mehreren lokalen Theaterproduktionen aufgetreten ist, und Electra Mustaine (* 1998), die Countrymusik macht. 2014 lebte das Ehepaar in Nashville, Tennessee.
Im Jahr 2011 sagte Mustaine, dass seine Hals- und Wirbelsäulenerkrankung spinale Stenose durch jahrelanges Headbanging verursacht wurde.
Am 17. Juni 2019 gab Mustaine bekannt, dass bei ihm Kehlkopfkrebs diagnostiziert worden war, und am 31. Januar 2020 gab er während eines Megadeth-Konzerts bekannt, dass er jetzt vom Krebs geheilt sei.